# اگر (فیلم)
اگر (به هندی: Aggar) و (به انگلیسی: If) یک فیلم موزیکال، عاشقانه و دلهره‌آور هندی محصول سال ۲۰۰۷ به کارگردانی آنانت ماهادوان است. در این فیلم بازیگرانی همچون توشار کاپور، اودیتا گوسوامی، شریاس تالپاده، سادیکا رانداوا، نائوهد سیروسی و سوفی چوداری ایفای نقش کرده‌اند.

## داستان
یک زن متوجه می‌شود که جذب شدن به مرد اشتباه می‌تواند عواقب مرگباری در زندگی‌اش داشته باشد. جانوی (اودیتا گوسوامی) زنی است که زندگی‌اش در ظاهر ایده‌آل به نظر می‌رسد: او یک تجارت پر رونق را اداره می‌کند و با دکتر آدیتا مرچنت (شریاس تالپاده)، روان‌پزشک ازدواج کرده است. اما زمانی که آریان مهتا (توشار کاپور) به شرکت جانوی می‌پیوندد، هوای نارضایتی در روابط او رخنه کرده است. خود آریان مشکلاتی دارد، که به‌طور تصادفی دوست دختر خیانتکارش را می‌کشد. جانوی برای حفظ سلامت عقل خود به‌طور ناگهانی وارد رابطه با آریان می‌شود. اما پس از حل شدن مسائل او با همسرش، او سعی می‌کند رابطه را قطع کند. آریان اما حاضر نیست به این راحتی او را رها کند و …